# Rhinella nicefori
Rhinella nicefori es una especie de anfibios de la familia Bufonidae.
Es endémica de Colombia.
Su hábitat natural son los praderas tropicales o subtropicales a gran altitud.
Está amenazada de extinción.